# Марьям (медведица)
Марьям — ручная бурая медведица из коллекции Московского зоопарка 1944—1950 годов, партнёрша артиста Павла Кадочникова в фильме «Повесть о настоящем человеке» (1948).

## Биография
Родилась в марте 1944 года и крошечным медвежонком была взята пограничниками, вынужденно застрелившими её мать. В пограничной части она получила кличку Марьям и благодаря своему на редкость покладистому характеру стала всеобщей любимицей. Ухаживал за ней сержант Петров и проводил с медвежонком все своё свободное время. Но оставлять подрастающую медведицу в пограничной части было нельзя, и сержант Петров, направляясь в июле в отпуск через Москву, решил передать ручную Марьям в подарок Московскому зоопарку. В архиве Веры Чаплиной сохранилось несколько фотографий с маленькой Марьям, сделанных летом 1944 года.

Сержант Петров с медвежонком Марьям и Люда Чаплина на площадке молодняка Московского зоопарка. Июль 1944 г. (фото из архива Веры Чаплиной)

В зоопарке медвежонка поместили на площадку молодняка, которая в конце Великой Отечественной войны возобновила свою работу для посетителей. Но ручная Марьям уже привыкла общаться только с людьми и не желала знакомиться с другими зверятами площадки. Пришлось её определить в секцию выездных животных, где с ней стала заниматься ученица Чаплиной Галина Григорьевна Богданович.
Однако и там Марьям дичилась других зверей и не желала играть с ними. Единственным её товарищем стал шестимесячный эрдельтерьер Джек, с которым она так подружилась, что к зиме их поместили вместе «и поставили большую просторную конуру, в которой каждый выбрал себе место. Марьям устроилась у выхода, а что касается Джека, то он всегда прятался за Марьям. За спиною медведя было теплей и совсем не задувал ветер». После этого Марьям ещё больше привыкла к Джеку и теперь совсем не желала расставаться с ним, даже на выездах. «Когда её попробовали взять на выступление, а собаку оставить, она кричала, упиралась и ни за что не хотела лезть в машину одна. Справиться с годовалым медведем было трудно, и пришлось вместе с ней брать и Джека. Вместе их и выводили на сцену. Причём, если медвежонок иногда упрямился, Джек хватал его за ухо и тащил за собою. На такое обращение Марьям не сердилась, и стоило Джеку схватить её за ухо, как она тут же успокаивалась и послушно следовала за собакой».
Такое обращение эрдельтерьера стало настолько привычным для Марьям, что, даже став взрослой, она всегда была готова подчиниться своему товарищу. Когда четырёхлетнюю Марьям вывезли под Звенигород на съёмки фильма «Повесть о настоящем человеке», то взяли вместе с ней и Джека. Съёмки происходили в лесу. Во время одного из съёмочных эпизодов Марьям неожиданно провалилась в яму, с испуганным рёвом выскочила из неё и скрылась в лесу. «Режиссёр, оператор и артисты бросились за ней, утопая в снегу. Но догнать медведя не удалось. Тогда вспомнили о Джеке. Его спустили с поводка. Вздымая облака снега, собака бросилась по следу медведя и исчезла в лесу. Съёмочная группа пошла по двойному следу — медведя и собаки. Когда группа наконец подошла к тому месту, где остановились звери, она увидела, что Джек держит зубами Марьям за ухо и не пускает её».
Самым ответственным был эпизод, в котором снимали в одном кадре лежащего на снегу главного героя и рядом с ним «кровожадного» медведя, обнюхивающего лицо человека и разрывающего на нём куртку. На подготовительном этапе даже предполагалось использовать восковую куклу вместо человека, но Кадочников, недавно успешно снимавшийся с ручными животными Московского зоопарка в фильме «Робинзон Крузо» (1946) и сам предложивший режиссёру работать с зоопарковской партнёршей, отказался от такого «дублёра». Задолго до съёмки Кадочников начал приручать к себе Марьям. Он приходил к ней в зоопарк, «...кормил, ласкал, выпускал на прогулку. Познакомился с характером медведя, с его привычками. И всё-таки в день съёмки основного эпизода все очень волновались. Кто знает, как поведёт себя медведь: а вдруг схватит лежащего человека за лицо и его изуродует? ...Кадочников лежит. Он чувствует на своем лице близкое дыхание зверя. Ему, как и Мересьеву, безумно хочется вскочить, но огромным усилием воли он сдерживается и лежит неподвижно, как мёртвый...». Но вот эпизод благополучно снят. «Все ласкают Марьям, наперебой расспрашивают Кадочникова, как он себя чувствовал во время съёмки. — Нельзя сказать, что очень хорошо, — смеётся он. — Особенно было неприятно, когда сия медведица взяла меня за нос. Ну, думаю, сейчас откусит. Но к счастью, она ограничилась тем, что слизала грим...». «После возвращения в Москву Кадочников часто приезжал в Зоопарк и навещал Марьям — свою партнёршу по съемке».
Марьям и Джек прожили в Московском зоопарке до 1950 года. 6-летняя Марьям «была настолько ручной, что юные натуралисты катались на ней верхом». Но в том году Марьям перестали брать на выездные лекции после того, как однажды она сорвала очередную встречу со школьниками — случайно освободилась от привязи и, вместо того, чтобы идти на сцену, отправилась в буфет и «успела не только съесть все сладости и фрукты, но и выпить вино». Вскоре Марьям перевели из выездной секции на Новую территорию зоопарка и поместили в просторном выгуле на Острове зверей вместе с медведем по кличке «Шалун». Месяц Марьям прожила без собаки и вначале даже обрадовалась новому приятелю, но потом так заскучала, что было решено вновь соединить её вместе с Джеком и отправить их в один из зверинцев. В зверинце их тоже поместили в одну клетку, а зимой 1950/1951 годов у Марьям родились медвежата — от оставшегося в Москве Шалуна. Эрдельтерьер Джек стал для них «приёмным отцом».

## Литературная героиня
В начале 1950-х годов Вера Чаплина написала рассказ «Марьям и Джек», который включила в сборник «Питомцы зоопарка» (1955, фотографии А. Анжанова). Кульминацией его сюжета стала серия киноэпизодов. Чаплина, сама присутствовавшая на съёмках, красочно описала сцену совместной работы в кадре Павла Кадочникова и «грозной» медведицы, отдав должное его самообладанию и чувству юмора, и вспоминала, что у Марьям был предсказуемый, добродушный нрав — что встречается среди медведей исключительно редко.
Рассказ «Марьям и Джек» из цикла «Питомцы зоопарка» десятки раз издавался в России и переведён на японский, немецкий и румынский языки.

## Фильмография
- Художественный фильм «Повесть о настоящем человеке». Киностудия «Мосфильм», 1948. Режиссёр Александр Столпер, сценаристы Борис Полевой и Мария Смирнова, оператор Марк Магидсон, партнёр Марьям и исполнитель главной роли — Павел Кадочников.